# Angerona pallida
Angerona pallida är en fjärilsart som beskrevs av Barend J. Lempke 1970. Angerona pallida ingår i släktet Angerona och familjen mätare. Inga underarter finns listade i Catalogue of Life.